# Regio V Esquiliae
La Regio V Esquiliae era la quinta delle 14 regioni di Roma augustea classificata poi nei Cataloghi regionari della metà del IV secolo. Prese il nome dall'Esquilino, formato da tre cime: il Fagutal, l'Opius e il Cispius. Si estendeva a nord-est della Regio II Caelimontium e ad est della Regio III Isis et Serapis. Lungo la cerchia delle mura aureliane comprendeva la Porta San Giovanni, lungo la via Tuscolana, alla Porta Clausa.

## Topografia
La Regio V augustea risultava la seconda in ordine di grandezza, pari a 2.175.000 metri quadrati. Si trovava nella parte Sud-Est della città di Roma antica. Alla metà del IV secolo l'ampiezza della Regio era indicata nei Cataloghi regionari in 15.600 piedi romani, pari a circa 4.618 metri, inferiore a quanto invece ipotizza Fabiola Fraioli e che quantifica invece in 7.400 metri.

## Caratteristiche
La Regio era divisa in 15 vici (rioni), 15 aediculae (edicole), 3.850 insulae (caseggiati), 180 domus (case patrizie), 22 horrea (magazzini), 75 balnea (bagni), 74 laci (fontane) e 15 pistrina (panetterie). L'area era sorvegliata da 2 curatores e da 48 vicomagistri.

## Principali monumenti pubblici
La necropoli dell'Esquilino è la più estesa necropoli protostorica di Roma antica. Ricordiamo tra i principali monumenti dell'area: l'Anio Vetus, l'Aqua Alexandrina, l'Aqua Claudia e l'Aqua Marcia; la Basilica di Giunio Basso e la basilica sotterranea di Porta Maggiore (basilica neopitagorica di epoca tiberiana o claudia); l'Hercules Sullanus; gli Horti Calyclani, Horti Lamiani, Horti Liciniani, Horti Lolliani, Horti Maecenatis e Auditorium, Horti Maiani, Horti Pallantiani, Horti Spei Veteris; il Lacus Orphei, il Macellum Liviae, il Ninfeo di Alessandro; il Palazzo Sessoriano (in origine Sessorium), complesso residenziale di epoca imperiale (a cui era annesso il Circo Variano e l'Anfiteatro castrense, oggi lungo le mura aureliane), iniziato dall'imperatore Settimio Severo e terminato dall'imperatore Elagabalo all'estremità sudest della Regio V, nei pressi dell'Acquedotto Claudio; la Porta Esquilina (poi Arco di Gallieno?) e la Porta Viminalis lungo le mura serviane; la Porta San Giovanni, la Porta Asinaria, la Porta Prenestina (non molto distante dal sepolcro di Eurisace), la Porta Tiburtina e la Porta Clausa lungo le mura aureliane, la Statio cohortis II vigilum, il Tempio di Isis patricia, il Tempio di Minerva Medica; le Terme Eleniane, costruite in una zona di passaggio tra Esquilino e Celio, dovevano il proprio nome a Elena, madre di Costantino I, che le restaurò dopo un incendio nel 323-326; la Via Campana, la Via Celimontana, la Via Labicana (nei cui pressi venne rinvenuto un Sepulcrum Aureliorum), la Via Prenestina, la Via Taurina, la Via Tiburtina, la Via Tuscolana.
Settimio Severo fece edificare tra il 193 e il 197 i Castra Nova equitum singularium ossia una nuova caserma per il corpo di cavalieri della guarda imperiale, di fronte alla vecchia caserma costruita sempre sotto Traiano (Castra Priora equitum singularium). Quando il corpo militare fu sciolto da Costantino l'area dell'accampamento severiano fu in parte occupata dalla nuova basilica dedicata al Salvatore che divenne poi San Giovanni in Laterano.